# Nowe Miasto nad Wartą (gemeente)
De gemeente Nowe Miasto nad Wartą is een landgemeente in het Poolse woiwodschap Groot-Polen, in powiat Średzki (Groot-Polen).
De zetel van de gemeente is in Nowe Miasto nad Wartą.
Op 30 juni 2004 telde de gemeente 9034 inwoners.

## Oppervlakte gegevens
De gemeente heeft een oppervlakte van 119,54 km², waarvan:
- agrarisch gebied: 72%
- bossen: 19%

De gemeente beslaat 19,20% van de totale oppervlakte van de powiat.

## Demografie
Stand op 30 juni 2004:
| Omschrijving                   | Totaal | Totaal | Vrouwen | Vrouwen | Mannen | Mannen |
| ------------------------------ | ------ | ------ | ------- | ------- | ------ | ------ |
| eenheid                        | aantal | %      | aantal  | %       | aantal | %      |
| inwoners                       | 9034   | 100    | 4526    | 50,1    | 4508   | 49,9   |
| bevolkingsdichtheid (inw./km²) | 75,6   | 75,6   | 37,9    | 37,9    | 37,7   | 37,7   |

In 2002 bedroeg het gemiddelde inkomen per inwoner 1477,13 zł.

## Administratieve plaatsen (sołectwo)
Boguszyn, Boguszynek, Chocicza, Chromiec, Chwalęcin, Dębno, Klęka, Kolniczki, , Kruczyn, Kruczynek, Komorze Nowomiejskie, Michałów, Nowe Miasto nad Wartą, Radliniec, Rogusko, Skoraczew, Stramnice, Szypłów, Wolica Kozia, Wolica Pusta.

## Aangrenzende gemeenten
Jaraczewo, Jarocin, Krzykosy, Książ Wielkopolski, Miłosław, Żerków
- Virtual International Authority File: 238113871